# Pietro Ghersi
Pietro Ghersi, italijanski dirkač, * 1899, Genova, Italija, † 1972, Italija.
Pietro Ghersi se je rodil leta 1899 v italijanskem mestu Genova. V dvajsetih in začetku tridesetih let je bil eden najbolj znanih italijanskih motociklistov. Skupaj z bratom Mariom in Luigijem Arcangelijem so organizirali prvo italijansko odpravo na znamenito dirko Isle of Man TT. Po letu 1927 je dirkal tako na motociklističnih kot tudi avtomobilističnih dirkah, na katerih je začel dirkati v moštvu Officine Meccaniche. V sezoni 1933 je dosegel sedma mesta na dirkah za Veliko nagrado Tripolija, Veliko nagrado Italije in Veliko nagrado Monze, za sezono 1934 pa je napredoval v tovarniškega dirkača moštva Scuderia Ferrari, ko je kot najboljša rezultata dosegel četrto mesto na dirki Coppa Acerbo, kjer je dirkal z znamenitim Achillem Varzijem, in peto mesto na dirki za Veliko nagrado Modene.
V sezoni 1935 je dirkal večinoma z lastnim dirkalnikom Maserati 8CM, kot najboljši rezultat pa je dosegel drugo mesto na dirki Coppa della Sila. V sezoni 1936 je edino uvrstitev dosegel z osmim mestom na dirki za Veliko nagrado Monaka, v sezoni 1937 je zabeležil le dva odstopa, v sezoni 1938 pa je dosegel šesto mesto na dirki za Veliko nagrado Italije in osmo mesto na dirki za Veliko nagrado Nemčije. Po dirki za Veliko nagrado Tripolija v sezoni 1939, kjer je odstopil, se je upokojil kot dirkač. Umrl je leta 1972.